# Krvopijci (1989.)
Krvopijci, hrvatski dugometražni film iz 1989. godine.